# Adam F

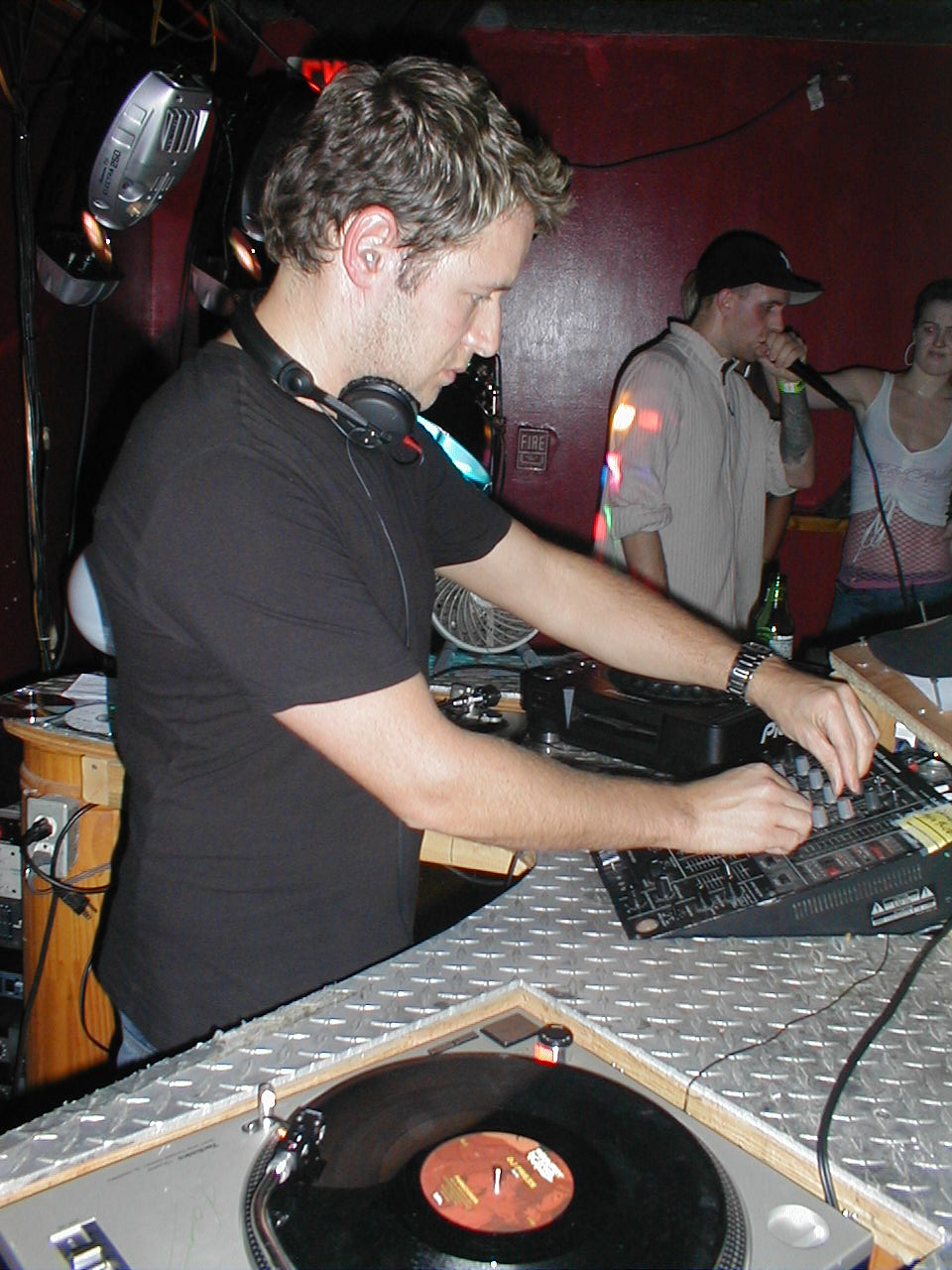
Adam F

Adam F, egentligen Adam Fenton, född 14 februari 1972 i Liverpool, England, Storbritannien, är en brittisk jungle-, drum and bass- och hiphop-DJ. Han är son till Alvin Stardust och Liza Goddard. Hans genombrott kom 1997 med techstepklassikern Metropolis/Mother Earth. 1998 vann han ett pris på MOBO Awards-galan för sitt debutalbum Colours. Den 22 april 2012 släpps hans singel When the rain is gone.